# 高斯重力定律
高斯重力定律也称为高斯引力通量定律, 描述的是通过一个闭曲面的引力通量与其中包含的质量之间的关系, 本质上等价于牛顿万有引力定律. 尽管它们具有等价性, 但许多时候高斯重力定律提供了一种比牛顿万有引力定律更为简便的求解引力问题的方法.
高斯重力定律在形式上与静电学的高斯定律相同(也是麦克斯韦方程组中的一个方程). 事实上, 它们都是三维空间中力场与距离平方反比(库仑定律)的结果.

## 定律的定性描述
定义引力场 g 为空间中每一点及每一时刻该处的假想放置的粒子受到的引力除以粒子质量. 显然 g 是个向量场.
引力通量是引力场通过一个曲面的面积分. 在高斯重力定律中, 要求此曲面必须是可定向闭曲面.
高斯重力定律断言:
通过一个可定向闭曲面的引力通量正比于其中包含的质量

## 积分形式
高斯重力定律的积分形式断言:
{\displaystyle \oiint }{\displaystyle \partial V}{\displaystyle {\textrm {g}}\cdot \mathrm {d} \mathbf {s} =-4\pi GM}
其中
{\displaystyle \oiint }{\displaystyle \partial V} 表示沿闭曲面的积分, 为了简明起见, 也使用 {\displaystyle \oint _{\partial V}} 来表示 (如下面的积分操作)
∂V 是任意闭曲面 (即是闭体区域 V 的边界),
{\displaystyle {\textrm {ds}}}是一个 向量, 其大小是曲面 ∂V 的面积微元, 方向与指向外的曲面法向量相同.
{\displaystyle g} 是 引力场,
G 是 万有引力常数,
M 是包含在曲面 ∂V 内的总质量.
等式的左边称为引力通量, 它总是个负数或零, 而在电磁学中相应的通量则未必. 因为质量总是正的, 不像电荷有正有负.

## 微分形式
高斯重力定律的微分形式为:
{\displaystyle \nabla \cdot \mathbf {g} =-4\pi G\rho }
其中
{\displaystyle \nabla \cdot \mathbf {g} } 表示 散度, G 是 万有引力常数, ρ 是每一点的密度.

## 参阅
- 卡爾·高斯
- 高斯定律
- 高斯散度定理